# Fadrina clementi
Fadrina clementi is een insect uit de familie van de mierenleeuwen (Myrmeleontidae), die tot de orde netvleugeligen (Neuroptera) behoort. 
Fadrina clementi is voor het eerst wetenschappelijk beschreven door Fraser in 1951.